# کیم دونگ جون
این یک نام کره‌ای است؛ نام خانوادگی کیم است.
کیم دونگ جون (کره‌ای: 김동준؛ زادهٔ ۱۱ فوریه ۱۹۹۲)، که با نام هنری دونگجون (انگلیسی: Dongjun) شناخته می‌شود، خواننده و بازیگر اهل کره جنوبی است. او به عنوان عضوی از گروه پسرانهٔ کره‌ای زی:آ (و بعداً زیرگروه زی:آ فایو) فعالیت خود را آغاز کرد. به غیر از فعالیت به عنوان خواننده در گروه موسیقی، او حرفهٔ خود را به عنوان بازیگر نیز آغاز کرد و در فیلم و مجموعه‌های تلویزیونی مختلفی از جمله فراری از چوسان (۲۰۱۳)، بلک (۲۰۱۷) و درباره زمان (۲۰۱۸) ایفای نقش کرده‌است.